# 秋本衛久
秋本 衛久（あきもと もりひさ、1925年〈大正14年〉11月30日 - 1999年〈平成11年〉11月26日）は、日本の政治家。元白井町長。千葉県印旛郡白井村（現：白井市）白井出身。

## 経歴
千葉県立印旛実業学校（現・千葉県立印旛明誠高等学校）卒業。1963年（昭和38年）4月から1980年（昭和55年）11月まで、白井村・白井町議会議員を務めた。また、同年12月から1996年（平成8年）11月まで第3代白井町長を務めた。

## 栄典
- 1997年（平成9年）11月 - 千葉県知事表彰（地方自治功労）
- 1998年（平成10年）4月 - 勲四等旭日小綬章